# Alfons Mucha
Alfons Maria Mucha ([ˈalfons ˈmuxa] ; Ivančice, 24 luglio 1860 – Praga, 14 luglio 1939) è stato un pittore, scultore e pubblicitario ceco.
Il suo nome viene spesso francesizzato come Alphonse Mucha. È stato uno dei più influenti artisti dell'Art Nouveau, dando un sostanziale contributo al successo e alla diffusione di questo stile in Europa e oltre, grazie alla realizzazione di opere di grandissima circolazione, come i manifesti litografici pubblicitari o gli album di repertori decorativi.

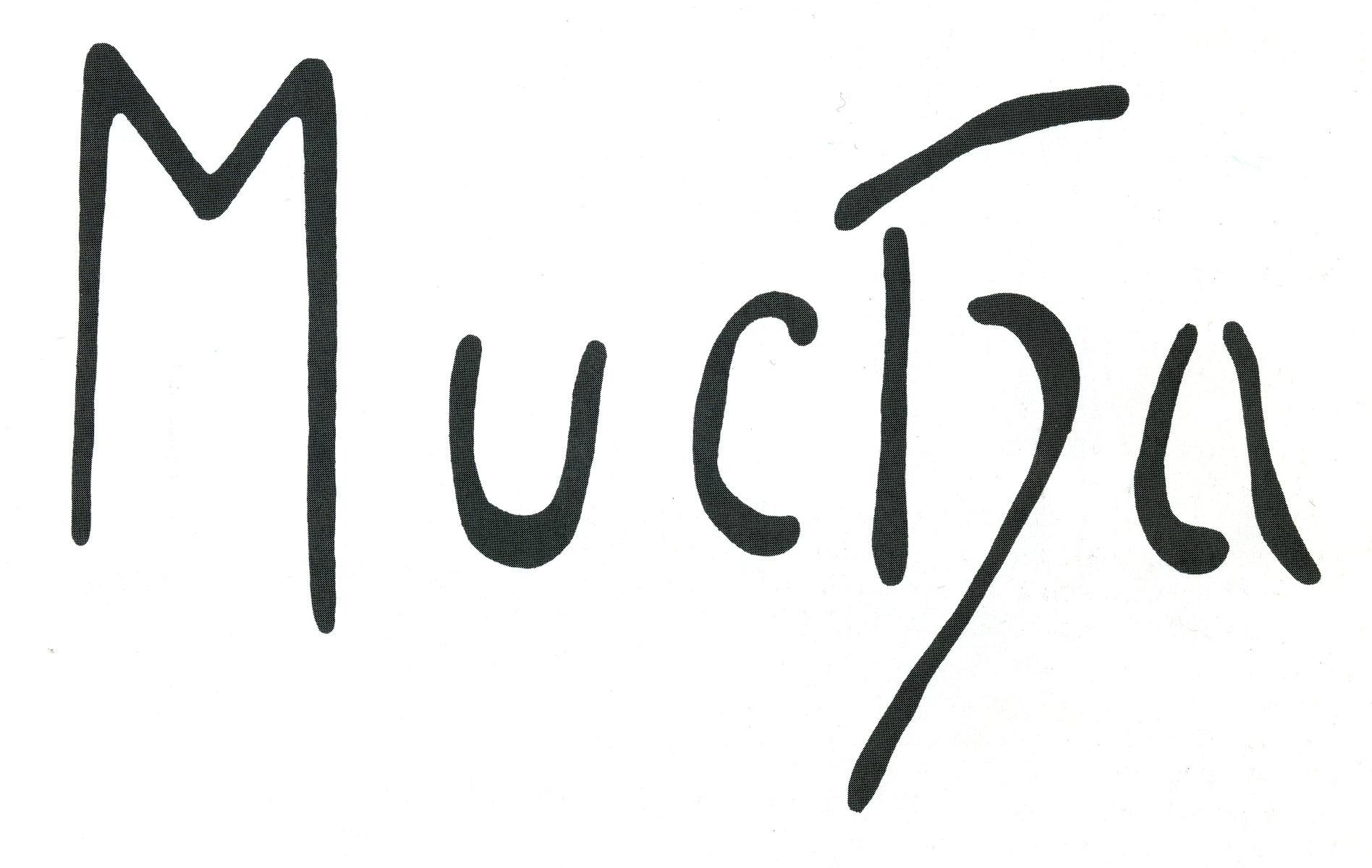
Firma di Alfons Mucha

## Biografia

### Giovinezza e adolescenza

#### Origini
Alfons Maria Mucha nacque il 24 luglio 1860 a Ivančice, in Moravia (una regione dell'odierna Repubblica Ceca, allora facente parte dell'Impero austro-ungarico). Figlio di un usciere del tribunale, Ondřej Mucha (1825-1891), e della sua seconda moglie Amálie Malá (1822-1880), donna di umile origine ma di grande intelligenza, Alfons già giovanissimo rivelò la propria vocazione artistica, che si manifestava nei suoi molteplici disegni della realtà intorno a lui: fiori, cavalli, scimmie erano tutti soggetti che catturavano la sua fervida attenzione, diventando in questo modo ricorrenti nella sua primissima produzione grafica.
Un impulso decisivo, in ogni caso, gli venne fornito dalla formazione religiosa che ricevette per iniziativa della madre, una devota cattolica praticante. Il giovane Mucha, infatti, trascorse diversi anni alla chiesa dell'Assunzione di Maria Vergine di Ivančice, dove era accolito e corista; fu proprio il suo talento nel canto a consentirgli, all'età di undici anni, di passare al coro della cattedrale dei Santi Pietro e Paolo, nella città di Brno, dove compì anche gli studi secondari al ginnasio Slovanské. A Brno il giovane Alfons crebbe nell'ambiente patriottico che faceva capo al movimento di rinascita nazionale ceco, dal quale trasse l'amore per la civiltà morava e le sue tradizioni; anche l'ambiente ecclesiastico lasciò tracce profonde sulla sua fantasia, animata dall'imponente mole delle cattedrali, dal penetrante aroma dell'incenso, dal suono delle campane e generalmente da impressioni che lo accompagnarono per tutta la vita e ne segnarono in modo particolarmente intenso la produzione artistica.

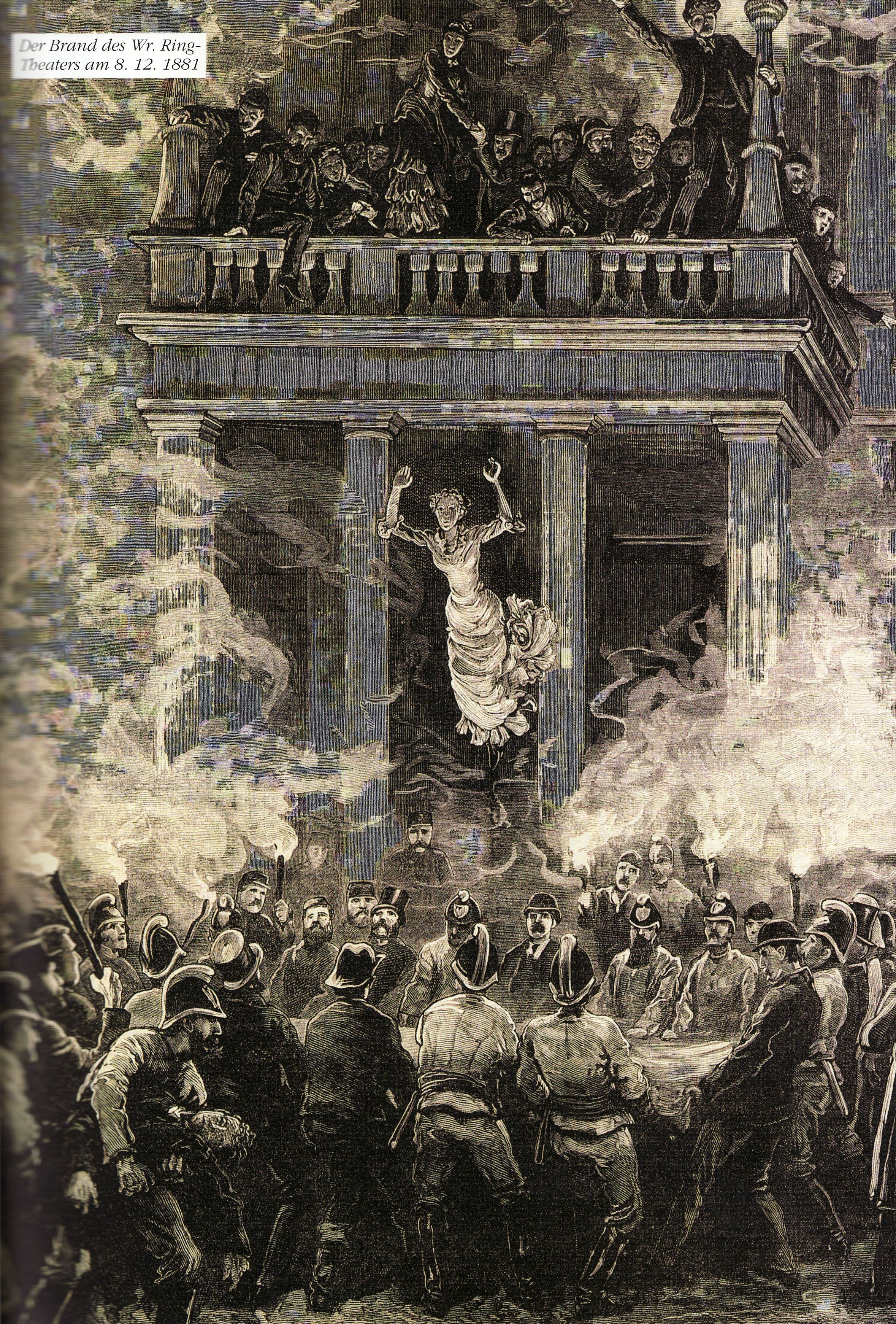
L'incendio divampato nel Ringtheater raffigurato da Carl Pippich.

#### A Vienna
Nell'autunno del 1878, su consiglio di Josef Zelený, Mucha presentò la domanda d'iscrizione per l'Accademia di Belle Arti di Praga; non venendo ammesso (gli venne suggerito addirittura di scegliere una «professione differente»), a soli diciannove anni si trasferì a Vienna dove lavorò per la compagnia Kautsky-Brioschi-Burghardt come pittore per scenografie teatrali.
Per un ragazzo che a malapena si era inoltrato oltre Praga, città sì pittoresca, ma ancora profondamente provinciale, Vienna dovette apparire imponente, maestosa. La città, capitale dell'Impero austro-ungarico, era stata tra l'altro appena rivoluzionata da un vasto piano di ristrutturazione urbanistica, culminato con l'apertura di una monumentale arteria che demarcava il perimetro del centro abitato, la Ringstraße, circoscritta da eleganti edifici in stile neogotico, rinascimentale, barocco e neoclassico.
Mucha, insomma, approdò in una metropoli ricca di iniziative e di fermenti, e qui si divideva tra la faticosa attività lavorativa e gli svaghi e le frequentazioni concesse da una grande città; conobbe Hans Makart, e partecipò attivamente alla vita culturale intensa e vivace, animata dai musei, dalle sale da concerto e soprattutto dagli spettacoli che si rappresentavano nei diversi teatri esistenti, che visitò assiduamente disponendo di ingressi gratuiti e illimitati fornitigli dalla compagnia teatrale.
Mucha rimase a Vienna per ben due anni. Un tragico evento, tuttavia, pose fine al suo soggiorno viennese: un violento incendio divampato nel Ringtheater l'8 dicembre 1881, che uccise almeno 449 persone e devastò totalmente la struttura. In seguito a questa tragedia, la compagnia Kautsky-Brioschi-Burghardt si ritrovò a fronteggiare una profonda crisi, che portò Mucha ad esser licenziato per motivi di riorganizzazione aziendale.

#### Nel segno del conte Belasi

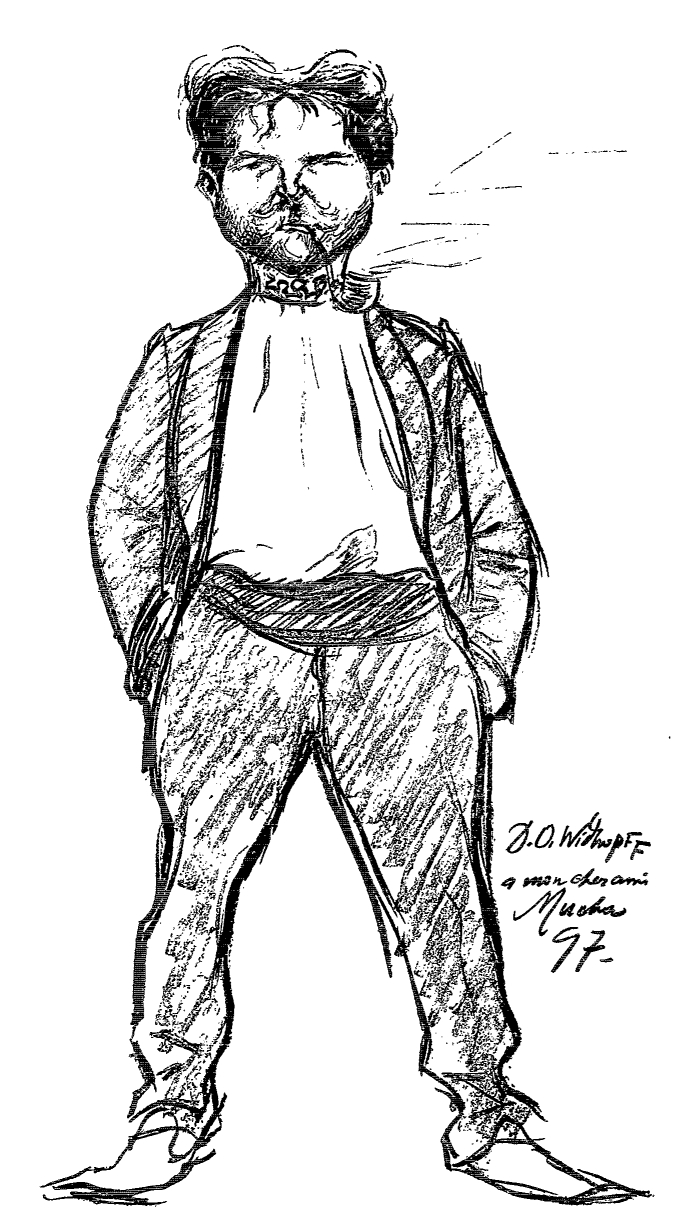
Caricatura di Mucha realizzata da David Ossipovitch Widhopff nel 1897

Disilluso, Mucha, dopo esser rimasto per un breve periodo a Vienna, decise di affidarsi alla sorte, prendendo un treno alla stazione Franz Josef e inoltrandosi tanto lontano quanto i suoi risparmi gli avrebbero permesso. In questo modo approdò a Mikulov, cittadina morava dove si affermò come ritrattista. Qui lavorò alacremente e la qualità delle sue opere catturò l'attenzione del conte Karl Khuen-Belasi, che gli commissionò la decorazione dei suoi castelli a Emmahof, in Moravia, e nella città tirolese di Eppan (Appiano) a castel Candegg. Entusiasta della riuscita dell'impresa decorativa di Mucha, Belasi ne divenne un munifico mecenate, rivestendo un ruolo decisivo per la sua fortuna. La biblioteca del Conte, infatti, era sterminata, e fu qui che Mucha poté divorare libri su Delacroix, Doré, Daubigny e Meissonier; Belasi, inoltre, gli consentì di sviluppare le proprie inclinazioni artistiche, portandolo anche con sé in un viaggio di formazione in Italia.
Grazie all'autorevole influenza del conte, nel settembre 1885 Mucha riuscì a entrare nell'Accademia delle belle arti di Monaco di Baviera, una delle più antiche e prestigiose di tutta la Germania. Il Mucha vi acquistò una grande cultura figurativa e incominciò ad acquisire personali orientamenti di gusto; altrettanto formativa fu la compagnia di alcuni colleghi universitari di nazionalità ceca che assieme a lui, seguendo la moda delle associazioni segrete, fondarono la «società Škréta», dalle finalità spiccatamente patriottiche. Fra le diverse opere d'arte realizzate nel periodo di Monaco, oltre ai disegni pubblicati nella Palette (la rivista dell'associazione), si segnala la pala d'altare raffigurante i Santi Cirillo e Metodio.

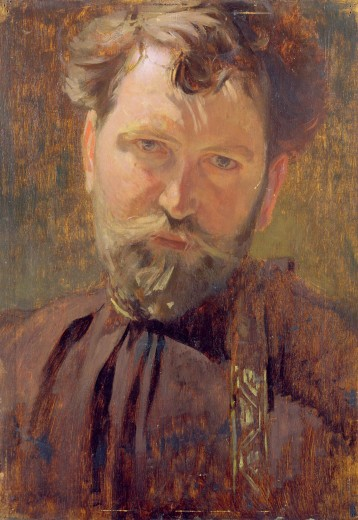
Autoritratto, 1899; olio su tavola, 32 x 21 cm.

### Un boemo a Parigi
Sentendosi ormai maturo dal punto di vista artistico, e grazie ai sostegni economici del conte Belasi, Mucha si trasferì insieme all'amico Karel Vítězslav Mašek a Parigi per proseguire gli studi accademici all'Académie Julian. Parigi, oltre ad essere una città artisticamente cosmopolita (proprio in quegli anni era in costruzione la torre Eiffel, simbolo di modernità e progresso), ospitava una comunità boema assai compatta, che Mucha frequentò assiduamente; tra gli amici francesi di Mucha vi furono anche Paul Gauguin, Camille Claudel e Louis-Joseph-Raphaël Collin, il suo insegnante all'Académie Colarossi (dove passò nell'autunno 1888), dal quale trasse l'amore per l'arte giapponese.
La sussistenza dell'artista era ancora legata agli aiuti finanziari del Conte, che tuttavia cessarono inaspettatamente sul principio del 1889. Mucha, all'epoca ventottenne, per guadagnarsi da vivere si trovò a lavorare come illustratore per diverse riviste pubblicitarie; in questo modo arrivò ad acquistare gradualmente fama nel mondo artistico francese. Tra i primi a riconoscere il suo talento vi fu Henri Boullerier, direttore del settimanale Le Petit Français Illustré, del quale Mucha diventò l'illustratore regolare. La collaborazione con Boullerier gli procacciò un'altra importante commissione, stavolta proveniente da Charles Seignobos, che gli diede il compito di raffigurare l'opera Scènes et épisodes de l'histoire d'Allemagne. Si trattava di un incarico assai scottante, in quanto il popolo tedesco era da sempre stato molto ostile nei confronti della civiltà ceca e slava; malgrado ciò, Mucha riuscì a vincere i propri sussulti d'indignazione, riconoscendo in questa commissione il primo, inestimabile riconoscimento della propria arte.
Con il consolidamento della propria fama, Mucha raggiunse anche un notevole benessere economico. I suoi primi risparmi vennero spesi nell'acquisto di un organo a pompa e di una fotocamera, che utilizzò per fotografare sé stesso, gli amici (Gauguin, che viveva nel suo stesso palazzo, venne ritratto varie volte) ed eventi degni di nota, come il funerale del presidente Marie François Sadi Carnot, assassinato nel 1894 da un anarchico italiano.

### L'astro dell'Art Nouveau

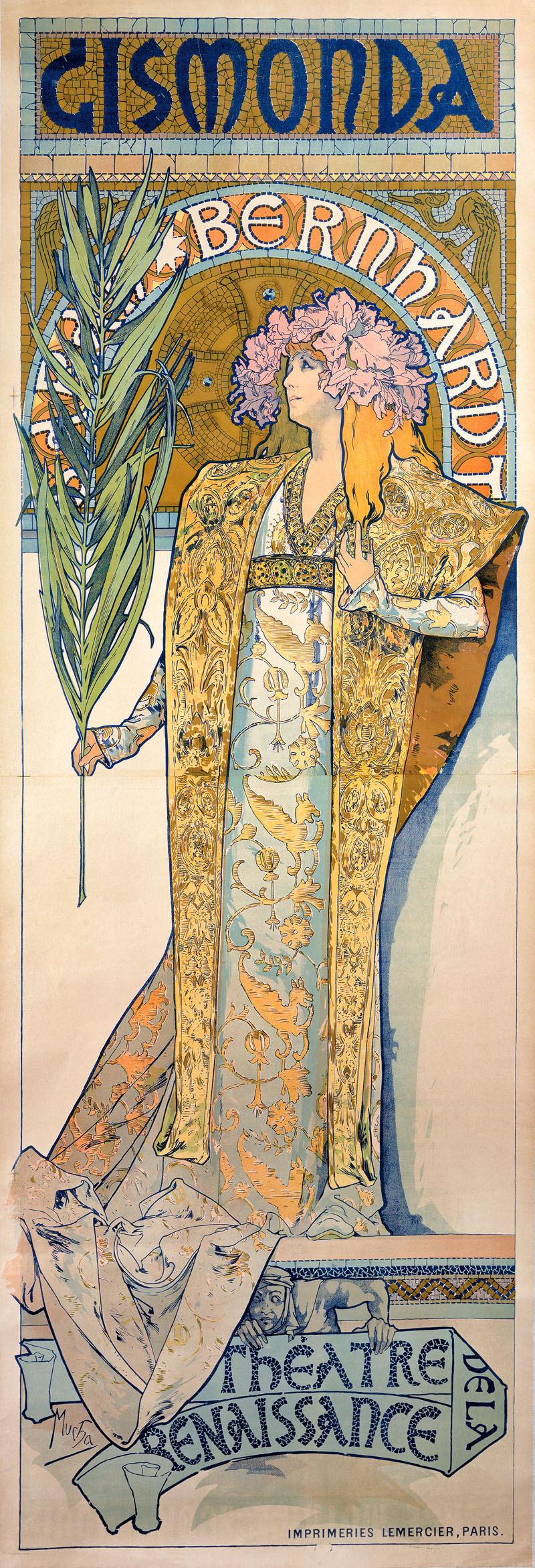
Gismonda

Fu una persona, in particolare, a cambiare radicalmente la vita di Mucha: si trattava dell'attrice Sarah Bernhardt, che effigiò nel 1894 in un poster pubblicitario per il dramma Gismonda di Victorien Sardou. La finezza del disegno convinse la «divina Sarah» a stipulare con Mucha un contratto della durata di sei anni (dal 1895 al 1901), durante i quali egli disegnò manifesti, scenografie teatrali, costumi e gioielli, lavorando occasionalmente anche come consulente artistico. Gismonda fu prontamente seguita da altri sei manifesti teatrali, da considerarsi parte di un ciclo compiuto: La Dame aux Camèlias (1896), Lorenzaccio (1896), La Samaritaine (1897), Médée (1898), Hamlet (1899) e Tosca (1899).
Il rapporto di cooperazione tra Mucha e la Bernhardt fu reciprocamente vantaggioso. Da una parte la «divina Sarah», grazie ai poster di Mucha, poté finalmente assurgere allo status di superstar, ben prima che questo termine venisse coniato dall'industria di Hollywood; dall'altra, Mucha - oltre a intrecciare con la Bernhardt un'amicizia che li legò per tutta la vita - poté accumulare prestigio sociale e crescere professionalmente. La grande fama ormai acquistata gli procurò nel 1896 anche un contratto con il litografo Ferdinand Champenois, grazie al quale conseguì una certa solidità economica che gli consentì di trasferirsi in un'elegante dimora di rue du Val-de-Grâce. La lungimirante strategia di promozione concertata da Champenois, tra l'altro, non tardò a procurare a Mucha nuovi e prestigiosi incarichi: a servirsi dei manifesti pubblicitari di Mucha furono industrie come Nestlé, Moët & Chandon, JOB, Ruinart, Perfecta e Waverley.
Nel 1898, inoltre, Mucha aderì alla massoneria, associazione che contava tra i suoi membri anche l'ex protettore Eduard Khuen-Belasi. Mucha si rivelò assai sensibile all'influsso massonico, che si percepisce in molte sue opere, e soprattutto nel Pater, un volume illustrato pubblicato a Parigi il 20 dicembre 1899. Frutto di un bisogno di elevazione e di slancio spirituale, il Pater raffigura le sette fasi della preghiera, intesa come transizione dal buio dell'ignoranza ad uno stato ideale di spiritualità. L'opera fu altamente lodata sia dal creatore, che la considerò una delle sue più grandi conquiste, sia dalla critica:
(Abel Fabre)
Intanto, mentre lavorava al progetto del Pater, nella primavera del 1899 Mucha ricevette una commissione assai complessa dal governo austro-ungarico, che lo incaricò della decorazione del padiglione della Bosnia ed Erzegovina per l'imminente Exposition universelle. La Bosnia, territorio dove viveva una nutrita comunità slava, sebbene facesse parte dell'Impero Ottomano sin dal 1878 era de facto un territorio coloniale dell'Impero austro-ungarico; anche in quest'occasione Mucha dovette placare il proprio spirito patriottico e realizzare degli affreschi che gli valsero la medaglia d'argento all'Esposizione Universale, dove fu presente inoltre con disegni, opere di grafica ornamentale, bozzetti e monili studiati per Georges Fouquet. Fouquet era un rinomato orefice francese che affidò all'artista anche la decorazione interna ed esterna del proprio negozio di gioielli di rue Royale, a Parigi; ne risultò uno stravagante scrigno che, per il suo stile fresco, innovativo, quasi teatrale, è considerato una delle espressioni più significative dell'arredamento Art Nouveau.

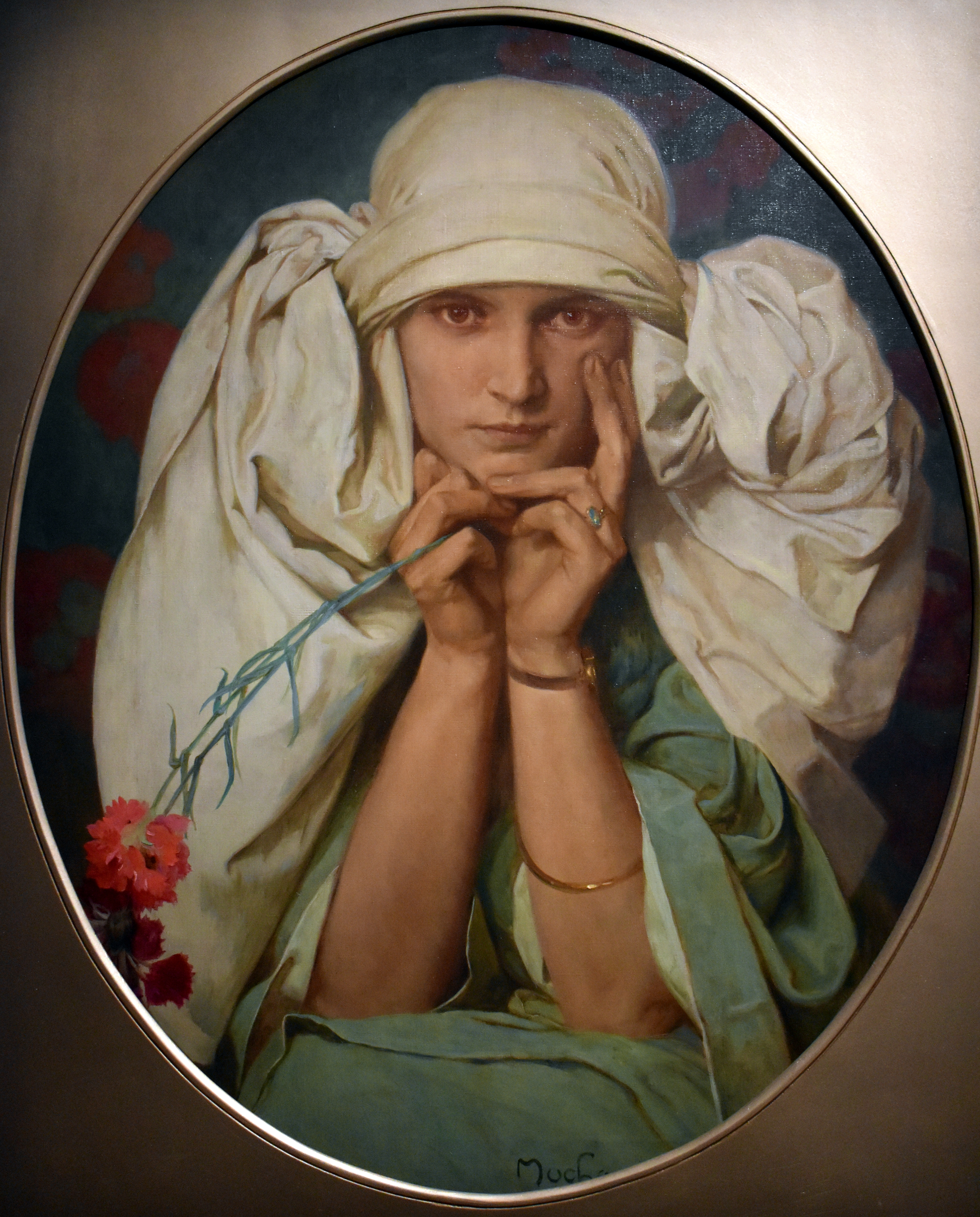
Alfons Mucha, Ritratto di Jaroslava (1927-1935 circa); olio su tela, 73 × 60 cm., Mucha Foundation

### L'intermezzo americano
Nella primavera del 1904 Mucha s'imbarcò sul transatlantico La Lorraine, diretto a New York. Era suo desiderio, infatti, allontanarsi dalla Francia e dalla fama per cercare di inseguire i suoi ideali:
Quando sbarcò a New York, Mucha venne accolto come una celebrità mondiale dal popolo americano, che aveva già avuto modo di conoscere e apprezzare i suoi poster in occasione delle tournée della Bernhardt negli Stati Uniti. Ivi rimase solo tre mesi; tuttavia, Mucha tra il 1905 e il 1910 fece ritorno in America ben quattro volte, anche in compagnia della moglie, Maria Chytilova, sposata il 10 febbraio 1906 a Praga. La prima figlia della coppia, Jaroslava, nacque a New York tre anni dopo le nozze, nel 1909.
I frutti del soggiorno americano non tardarono: grazie all'attività di ritrattista, infatti, Mucha accumulò una cospicua somma di denaro, sufficiente per finanziare l'esecuzione di un ciclo di dipinti patriottici, la cosiddetta Epopea slava, progetto che stava accarezzando già da tempo. Intanto, insegnò a New York, Chicago e Philadelphia, e decorò gli interni del nuovo German Theater con una serie di dipinti allegorici, idea che riscosse molti plausi da parte del pubblico e della critica. Il teatro, purtroppo, rimase aperto per una sola stagione sinfonica, per poi essere convertito in cinema e infine essere demolito nel 1929.

### L'Epopea slava

#### L'impeto patriottico di Mucha

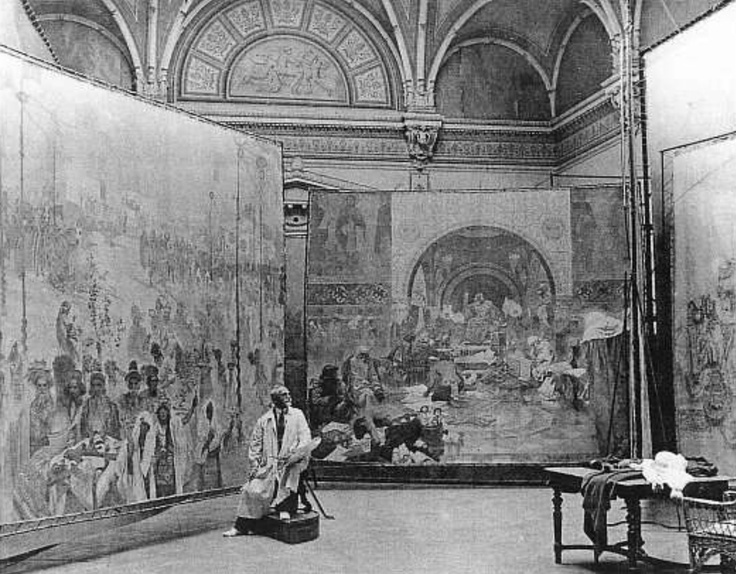
Mucha al lavoro per l'Epopea slava

Nel frattempo, il progetto dell'Epopea slava stava iniziando gradualmente a prendere forma, anche grazie agli aiuti finanziari del ricco imprenditore americano Charles Richard Crane, che condivise l'impeto patriottico di Mucha e le sue intenzioni di «realizzare qualcosa di veramente bello, non per la critica, bensì per il miglioramento dell'animo slavo».
Mucha si dedicò con totale dedizione all'Epopea slava a partire dal 1911. Il ciclo comprendeva ben venti dipinti di grandissime dimensioni atti a ricoprire l'intero panorama delle vicende storiche dei popoli slavi; per eseguire queste tele gigantesche l'artista affittò uno studio e un appartamento nel castello Zbiroh, nella Boemia occidentale. Per conferire alle opere la maggiore accuratezza storica possibile, Mucha divorò diversi libri sull'argomento, non esitò a consultarsi con diversi studiosi di storia slava (tra cui Ernest Denis e Nikodim Kondakov) e visitò egli stesso i luoghi effigiati, recandosi assiduamente in Croazia, Grecia, Serbia, Montenegro, Bulgaria, Polonia e Russia, così da studiare i costumi e le tradizioni dei popoli locali.

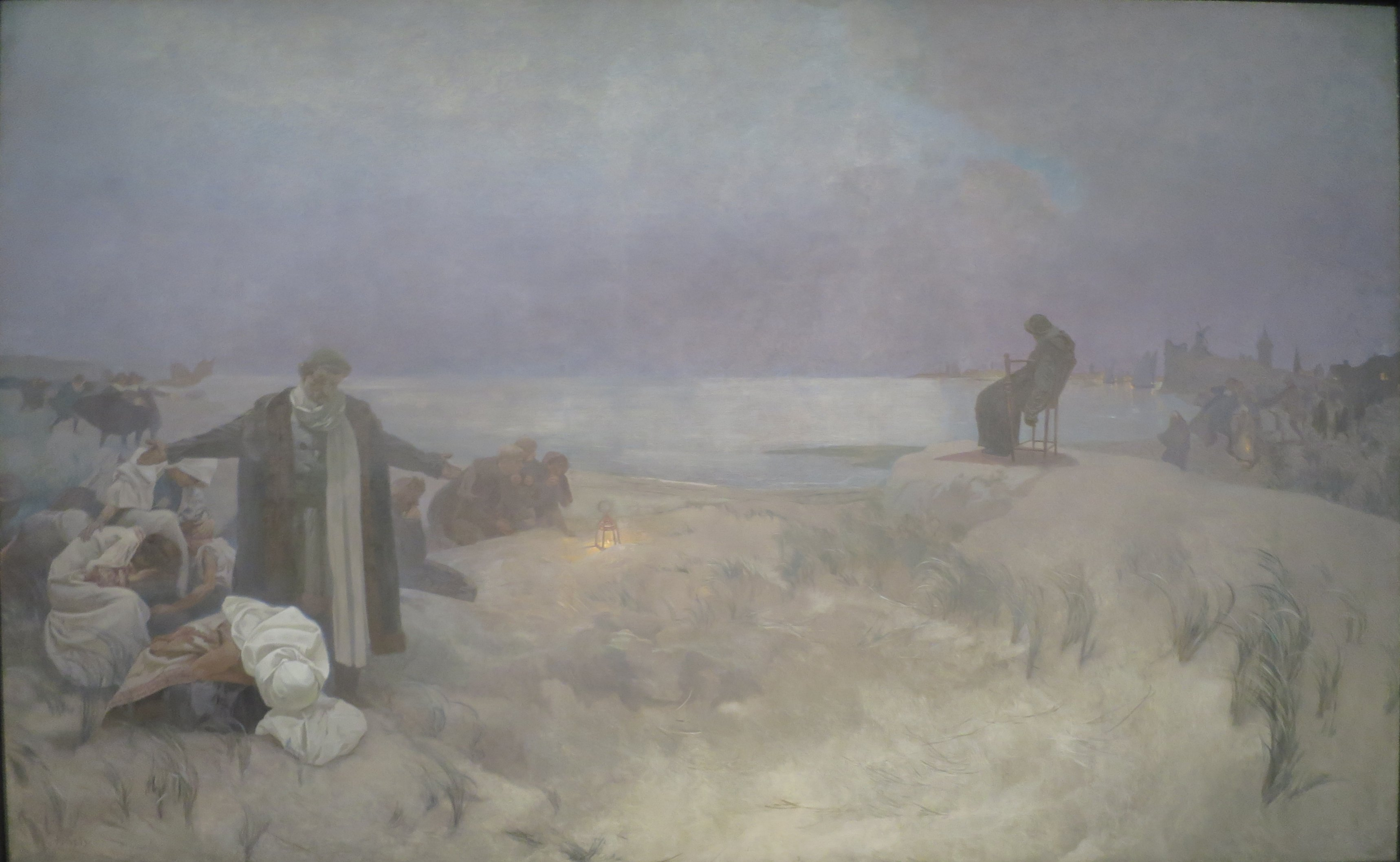
Una delle tele dell'Epopea slava

#### Gli ultimi anni
Le venti tele dell'Epopea slava furono finalmente pronte nel 1928 e nello stesso anno furono donate alla città di Praga, così da celebrare il decimo anniversario della proclamazione della repubblica cecoslovacca. Il ciclo suscitò aspre polemiche da parte della critica, che - oltre a disprezzare lo stile delle opere, giudicato semplice accademismo fuori moda - accusò Mucha di essere portatore di un nazionalismo che non aveva più senso dopo l'indipendenza della Cecoslovacchia nel 1918.
Furono questi anni assai bui. Un senso di profonda inquietudine serpeggiava in Cecoslovacchia, minacciata dall'ascesa di Adolf Hitler al potere nel 1933, e dal diffondersi di un crescente sentimento filonazista nei Sudeti. Temendo lo scoppio di una nuova guerra, Mucha - ormai settantaseienne - si lanciò in un nuovo progetto: la creazione di un trittico raffigurante L'età della ragione, L'età dell’amore, L'età della saggezza, così da celebrare il senso di unità e di pace nel genere umano. Quest'opera, tuttavia, non vide mai la luce, a causa del declino fisico sempre più avanzante.
Quanto maggiormente temuto da Mucha, tuttavia, si avverò: il 15 marzo 1939 assisté infatti all'occupazione del territorio cecoslovacco da parte delle truppe naziste. A causa del suo ruggente spirito patriottico, Mucha fu prontamente arrestato dalla Gestapo e sottoposto a interrogatorio: non venne imprigionato, ma sia la sua salute che il suo spirito erano ormai a pezzi.
Alfons Mucha, infine, morì a Praga il 14 luglio 1939, stroncato da un'infezione polmonare; grandissimo il concorso di folla ai funerali, che terminarono con la deposizione della salma nel cimitero Vyšehrad, dov'è tuttora sepolto.

## Produzione artistica

### Poster

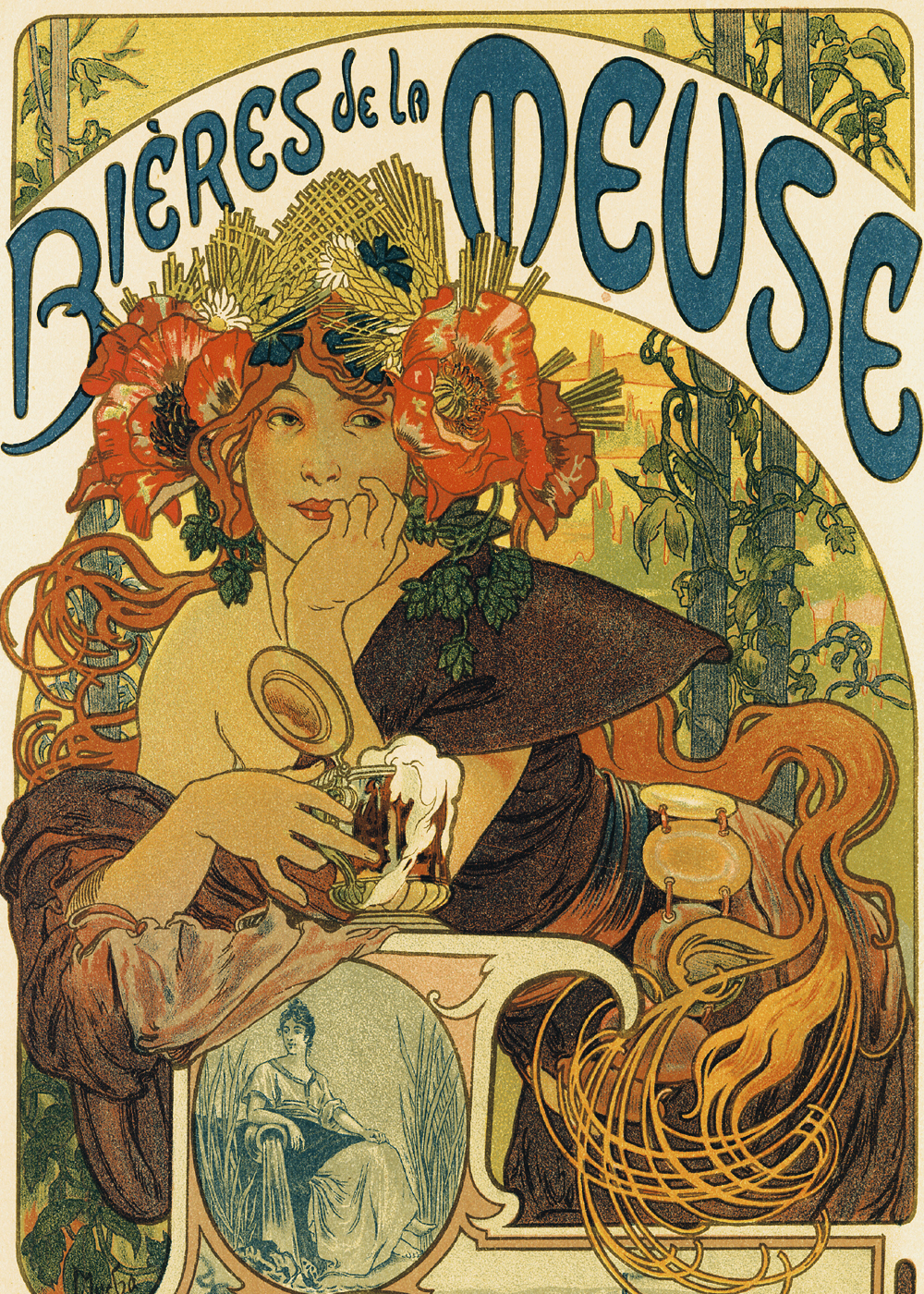
Manifesto pubblicitario di Mucha per le Bières de la Meuse

Il nome di Mucha è indissolubilmente legato ai suoi poster, simbolo della presenza dell'arte nelle strade. Venendo affissi nelle bacheche cittadine, infatti, i poster facevano un utilizzo massiccio di colori sgargianti e caratteri tondi, così da combattere il grigiore dei suburbi industriali: anche Mucha aderì a questo filone artistico, disegnando manifesti pubblicitari per birre, biciclette, saponette, cioccolata, cartine per sigarette, polvere da bucato.
In tal senso, i poster pubblicitari di Mucha seguono una configurazione comune. Il nome del prodotto viene annunciato discretamente, mediante l'utilizzo di un'unica scritta, accompagnata da un aggettivo: il resto del manifesto, di un inedito formato verticale, è invece riempito da un sistema di motivi floreali e ornamentali composto da boccioli, viticci, simboli e arabeschi, al cui centro si staglia una figura femminile avvenente, ammaliatrice, leggiadra. Lo sguardo dell'osservatore, venendo catturato dalla bellezza della donna, sarebbe poi inevitabilmente caduto anche sul prodotto da essa retto, che ribadisce ulteriormente l'esistenza del bene pubblicizzato.
L'intera composizione, in breve, ruota attorno alla figura femminile effigiata, che generalmente indossa un'elegante veste drappeggiata e presenta una capigliatura assai folta: Mucha giocava molto spesso sulle chiome delle giovani dee, che venivano raffigurate con i capelli liberi, scompigliati dal vento, oppure stilizzati sino a divenire fregi arabescati. Talvolta, per dare ulteriore risalto alle proprie figure muliebri, Mucha le adornava con degli sfarzosi gioielli.
La preziosità dell'insieme, infine, è sottolineata dalla policromia degli ornamenti delle fanciulle e dallo sfondo carico di calore e di toni dorati, che suggeriscono un'atmosfera lussuosa e decadente, in perfetta sintonia con i canoni dell'Art Nouveau e con lo spirito fin de siècle.

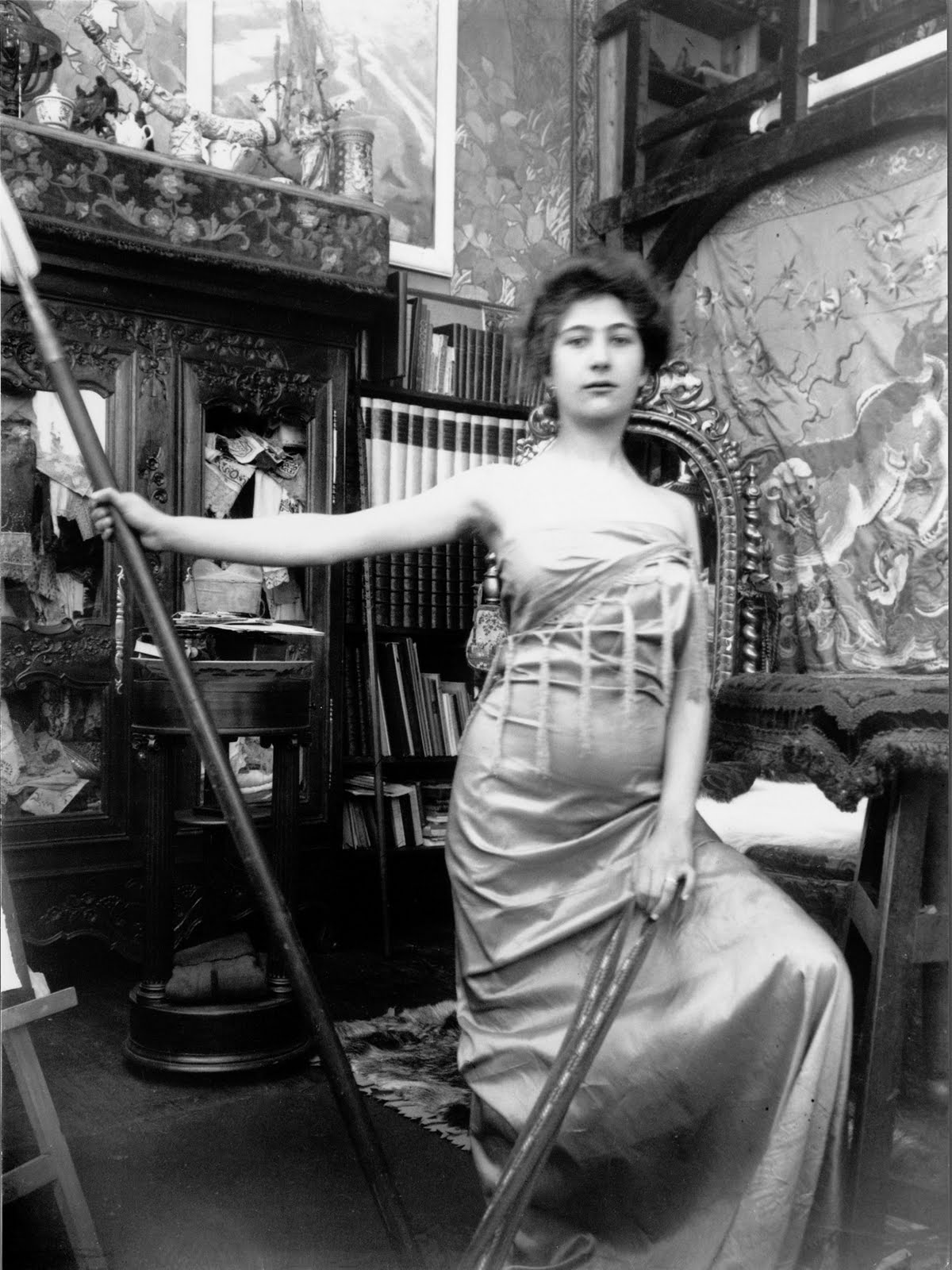
Una modella mentre posa per Mucha nel suo studio di Parigi

### Fotografia
Mucha, oltre ad essere stato un provetto grafico, si cimentò anche nella fotografia. In effetti, la sua carriera collima perfettamente con l'impetuoso sviluppo delle macchine fotografiche che - a seguito dell'introduzione delle stampe alla gelatina-bromuro di argento - divennero accessibili ad un numero sempre maggiore di persone.
Le sue prime foto risalgono al periodo trascorso a Monaco e a Vienna, durante il quale, utilizzando presumibilmente la fotocamera di suo nonno, si trovava spesso a fotografare gli scenari urbani visibili dal suo appartamento, o alternativamente a ritrarre i suoi amici. Acquistò una macchina fotografica personale solo negli anni 1890, mentre lavorava come illustratore: nel corso degli anni, comunque, sembra che egli abbia operato con ben sei fotocamere diverse.
L'attività fotografica di Mucha a Parigi può essere suddivisa in due periodi. Le foto del primo periodo (1890-1896), durante il quale Mucha viveva a rue de la Grande-Chaumière, ritraggono principalmente gli interni del suo studio, o modelli occasionali, tra cui l'amico Paul Gauguin. Cospicua è la mole di autoritratti risalenti a questi anni, che eseguì numerosi, anche con l'ausilio di un sistema di controllo remoto da lui stesso ideato; in queste foto spesso Mucha è ritratto con la rubashka, un abito tradizionale russo, così da ribadire il proprio patriottismo slavo.
Il secondo periodo ha inizio con il trasferimento di Mucha a rue du Val de Grâce: in questi anni egli si ritrovò a scattare fotografie quasi ogni giorno, riprendendo spontaneamente i suoi modelli, così da ottenere bozzetti da usare eventualmente in dipinti o manifesti. Il suo interesse per la fotografia lo portò addirittura a conoscere nel 1895 i fratelli Auguste e Louis Lumière, che proprio in quell'anno avevano inventato il cinematografo.
Nonostante Mucha abbia nutrito un fervido interesse per la fotografia per numerosissimi anni, egli non ha mai aderito a nessun gruppo fotografico; fu comunque un entusiasta autodidatta, e fu autonomamente che imparò a gestire al meglio le condizioni di luce, il tempo di cattura e diverse altre componenti fondamentali dell'arte fotografica.

### Il riscatto della figura femminile
Nella cultura occidentale la concezione della donna e il relativo concetto di femminilità ideale iniziano a subire una trasformazione durante la Belle Époque, nei decenni tra la fine del 1800 e l’inizio del 1900.
In questo senso risulta indicativo considerare le mutevoli rappresentazioni delle donne in campo artistico all'interno della società occidentale durante quel periodo, considerando che l’arte è spesso un buon indicatore delle norme sociali di una certa epoca: in generale, le raffigurazioni artistiche di perfetta femminilità hanno in buona misura contribuito a descrivere le aspettative comuni riguardanti le donne. Ad esempio, gran parte dell'arte del diciannovesimo secolo rifletteva le nozioni di femminilità idealizzata e asservita: a quel tempo esisteva una sorta di "culto della domesticità" associato al ruolo femminile.  Il ruolo subalterno imposto alle mogli e alle figlie dalla società occidentale dipendeva ed era anche conseguenza della relazione tra femminilità e purezza percepita dal comune pensare. La “fanciulla modesta”, un tema comune rappresentato dagli artisti del diciannovesimo secolo, rifletteva queste nozioni sociali: veniva mostrata una donna elegante, sottomessa e sessualmente repressa; solitamente era completamente vestita e spesso raffigurata sdraiata o posizionata passivamente.
Tuttavia, tra la fine del diciannovesimo e l'inizio del ventesimo secolo si assiste ad una prima ma fondamentale inversione di tendenza, sia in campo sociale che, di conseguenza, nel mondo dell’arte, sempre attento a percepire questi cambiamenti. L'arte inizia a fornire un concetto più progressista di femminilità ideale, descrivendo un processo che vedrà le donne avvicinarsi ad una migliore condizione dal punto di vista sociale.
Indubbiamente il lavoro di Alphonse Mucha cattura l’essenza di questa prima evoluzione e si può considerare come un commento sociale nei confronti di quell’epoca, indicativo del passaggio alla modernità: il suo lavoro accompagna la transizione dall’immagine di “fanciulla modesta” a quella della “nuova donna”.  I ritratti stilistici di soggetti femminili del pittore incarnano la nascita simbolica della “femme nouvelle”, la donna del nuovo secolo, progressista, elitaria e moderna, sempre meno soggetto passivo di ubbidienza e docilità. La rappresentazione del soggetto femminile “secondo lo stile Mucha” assume, in ogni caso, sfumature differenti o addirittura contrastanti dal punto di vista degli intenti comunicativi: l’esaltazione stilistica e raffigurativa assume caratterizzazioni e significati diversi, ossia ad un piano del significante relativamente unitario non corrisponde un unico e concorde piano del significato. Per descrivere questo concetto, è molto utile considerare alcune particolari artefatti dell’artista ceco, circoscrivibili agli ultimi sei anni del 1800.
In primo luogo, Mucha dipinge le donne come socialmente autorizzate, partecipanti ad attività maschili e molto presenti nella sfera pubblica. In questo senso è utile dire che l’emancipazione femminile nella sua arte passa tramite l’inserimento delle donne nelle pubblicità di prodotti commerciali che un tempo rappresentavano tipicamente la mascolinità, quasi a simboleggiare l’irruzione femminile nelle attività maschili. Alcuni annunci mostrano donne che bevono alcolici, ad esempio Lefèvre-Utile Champagne Biscuits (1896), prodotto per il biscottificio di Nantes Lefèvre-Utile; nel manifesto sono rappresentate, nell’angolo di un elegante salone, due giovani signore mentre flirtano con un autentico gentiluomo: fiore all’occhiello, guanti bianchi e cilindro, pronto per andare all’opera. Una delle due dame guarda fissamente il giovane uomo senza degnare di uno sguardo la grande scatola di biscotti allo champagne e le diverse bottiglie disposte su un tavolino laterale.
In Waverley Cycles (1898), manifesto commissionato dall’industria americana omonima, una donna è raffigurata in bicicletta. Il disegno, dai tratti molto sottili, ci mostra appena il manubrio ma presenta un’autentica fanciulla in stile Mucha ritratta in posizione atletica che regge una corona d’alloro, a simboleggiare le vittorie dei prodotti Waverley, biciclette molto solide, mentre l’incudine rappresenta la forza produttiva, la qualità artigianale. L’artefatto è molto diverso da qualsiasi altra pubblicità di biciclette del periodo, spesso corrispondente al cliché della ciclista raffigurata nel mezzo della natura, e può contare molto sull’impatto immediato del suo simbolismo.
JOB è un marchio di fabbrica della Joseph Bardou Company, produttrice di carte per sigarette - è forse uno dei poster pubblicitari più noti di Mucha, con numerose edizioni successivamente pubblicate in una varietà di formati per i mercati internazionali. Mucha ha disegnato la figura femminile in posizione prominente rispetto a uno sfondo sul quale si notano alcuni monogrammi di “JOB”. Tenendo in mano una sigaretta accesa, la donna inclina la testa sensualmente all'indietro e il fumo che si alza forma un arabesco, intrecciato con i suoi capelli e il logo aziendale. L’azione di fumare era cosa insolita per il sesso femminile, un aspetto considerato quasi “deviante” durante gran parte del XIX secolo. Eppure, nell’opera, una signora gode apertamente di una sigaretta, esprimendo un’emozione simile al piacere sessuale, che nasce da un’attività prima legata alla virilità maschile: la donna moderna sembra trasmettere un senso di autorità sociale ottenuto, padrona del suo destino, lontana dall’accettazione di un futuro lugubre imposto.

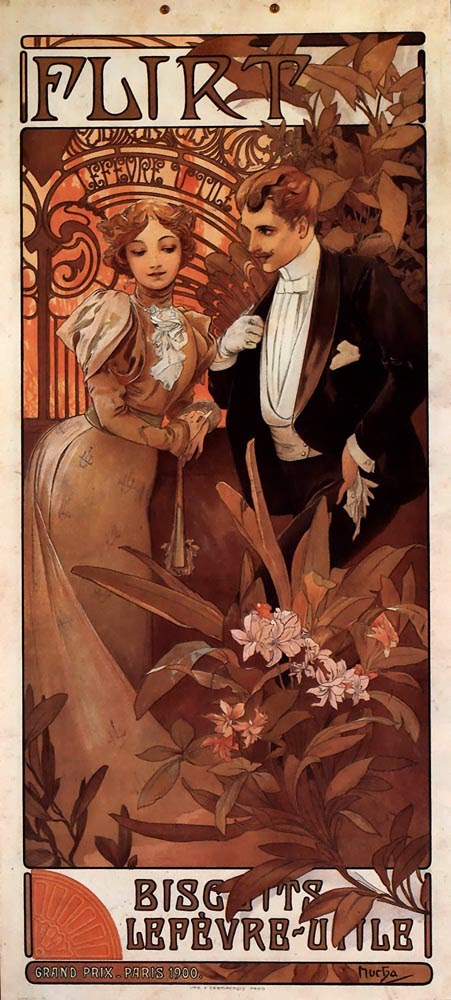
Lefèvre-Utile Champagne Biscuits (1896)
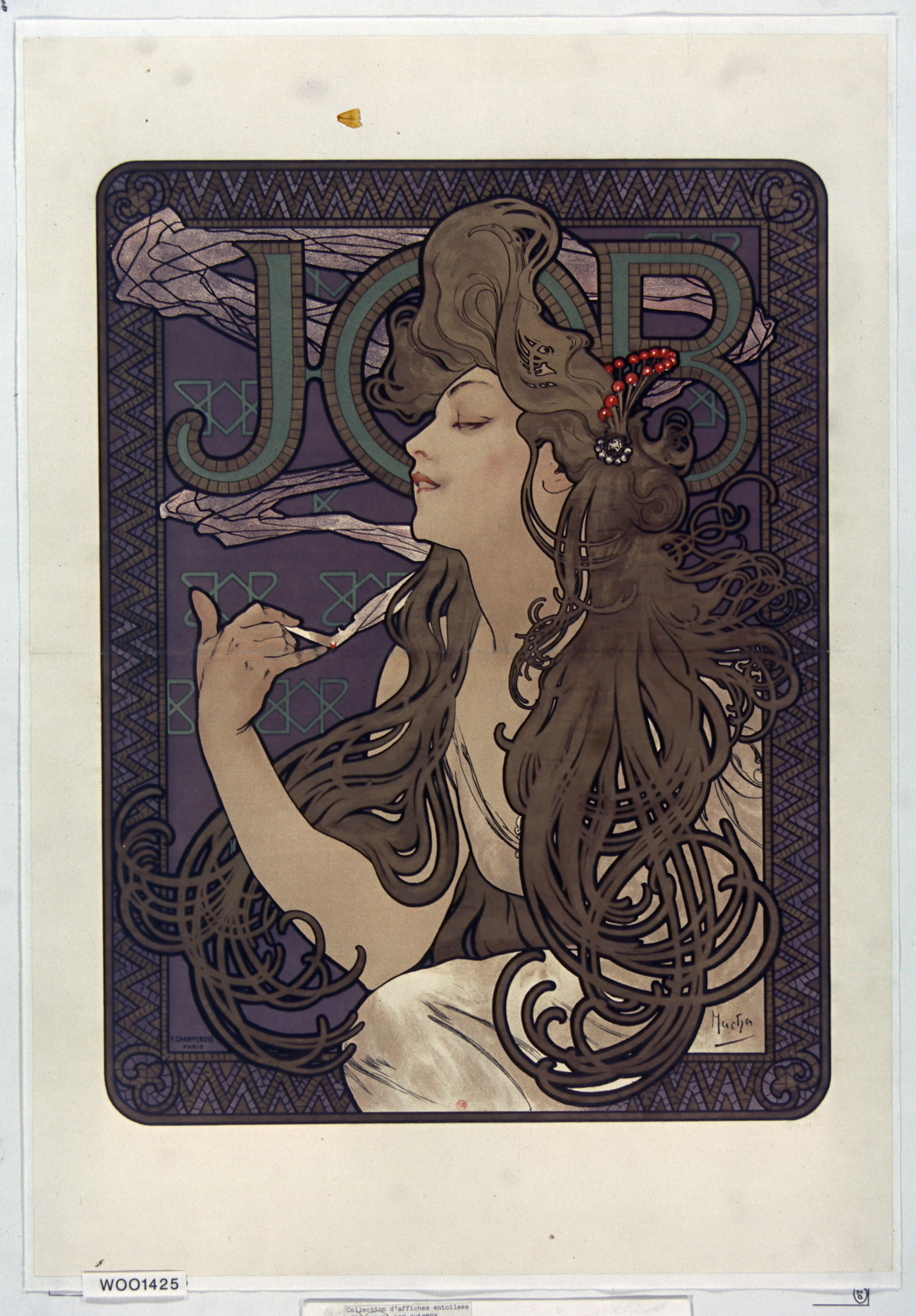
JOB (1896)
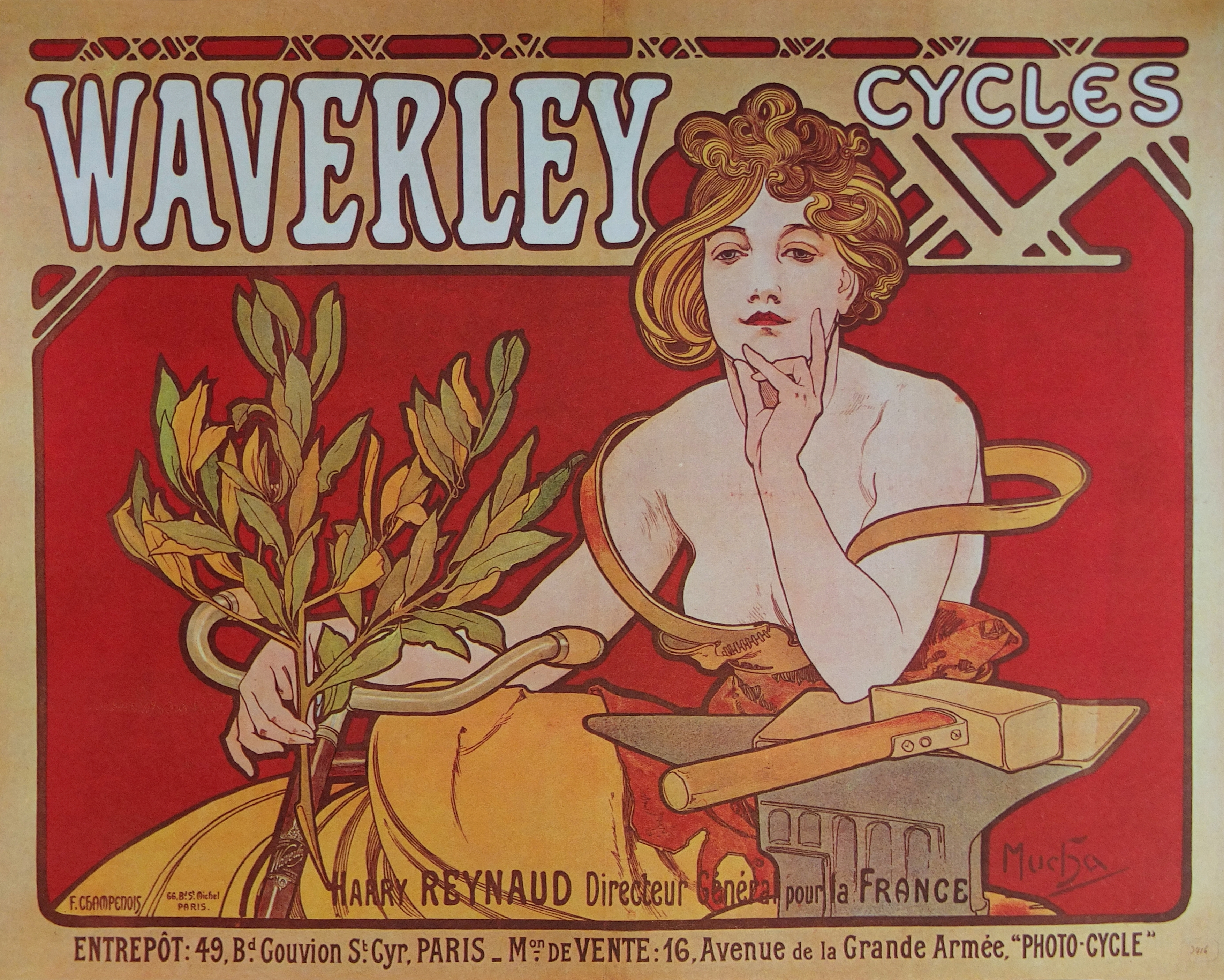
Waverley Cycles (1898)

Negli artefatti in cui viene meno la funzione pubblicitaria, la lussureggiante arte di Mucha opera in modo più marcato una celebrazione del femminile come spettacolo sontuoso e appariscente, di una bellezza esuberante. Diventa emblematico citare il primo pannello decorativo di Mucha, ossia quello de “le stagioni” (1896), una serie di quattro pannelli di formato rettangolare che rappresentava le quattro stagioni personificate attraverso figure femminili. Come nei poster precedenti – Gismonda, JOB - non manca lo sfondo come elemento decorativo, dominato da una figura femminile caratterizzata da una gestualità suggestiva, ma a differenza di questi, nella definizione delle stagioni, la funzione espressiva/comunicativa “dell’elemento donna” cambia: nei primi, donne seducenti pubblicizzano beni di consumo, mentre nel pannello decorativo la figura femminile personifica un elemento naturale con un fine decorativo. Mucha dipinge le quattro stagioni come ninfe eteree e, a seconda dell’atmosfera stagionale, ne variò lineamenti e atteggiamenti. Per esempio, la primavera è una ragazza bionda che suona una melodia primaverile con una lira ricavata da un ramo e dai suoi stessi capelli. L’inverno è una donna dai tratti più maturi avvolta in un abito, che riscalda un uccellino rigido di freddo. Anche la natura circostante cambia: l’estate è seduta sulla riva di un fiume, con i piedi immersi nell’acqua, a indicare il caldo, e sulla testa porta dei papaveri che evocano i profumi estivi. L’autunno, con i capelli decorati con una corona di crisantemi celebra il racconto dell’anno su uno sfondo simile a un arazzo intessuto di alberi dai colori autunnali.

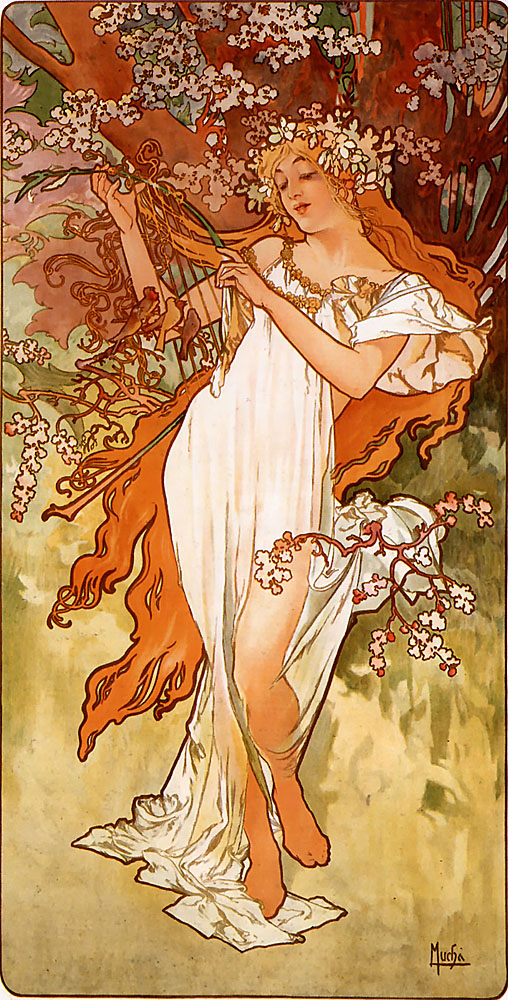
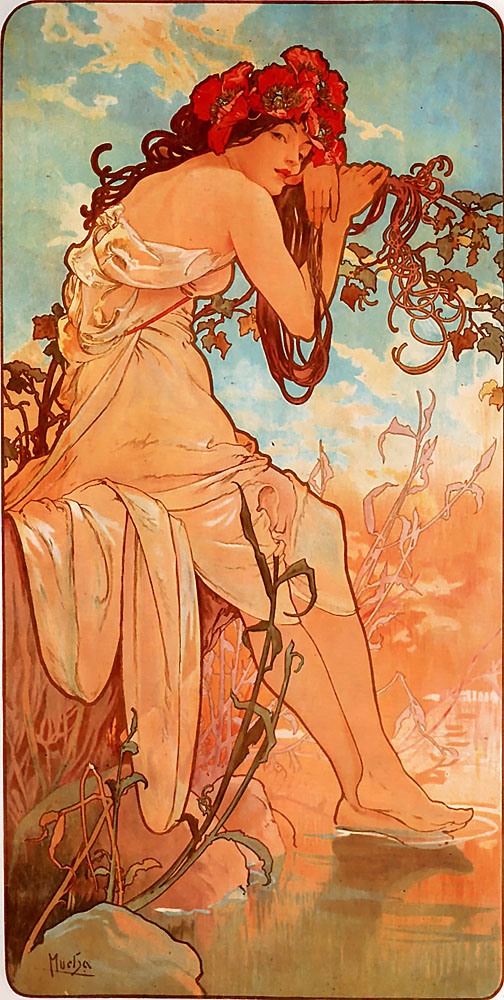
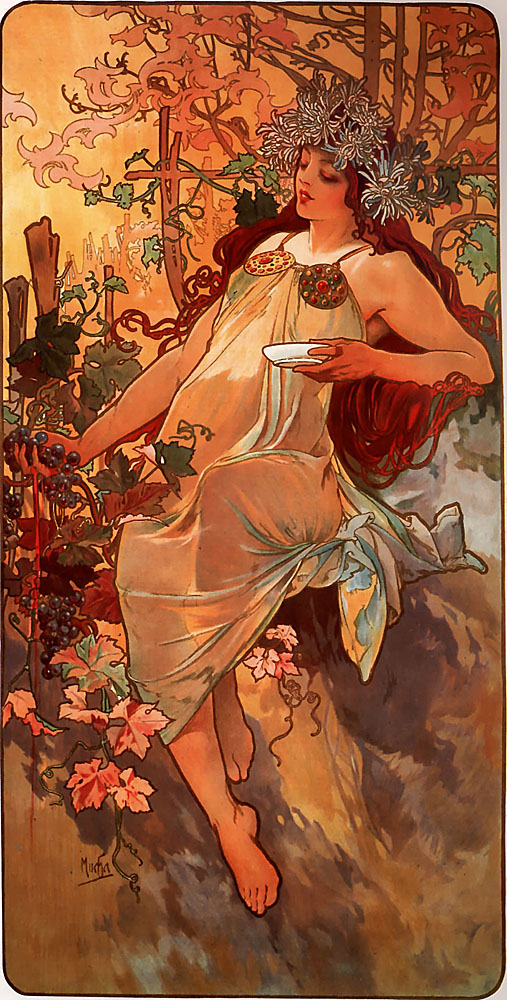
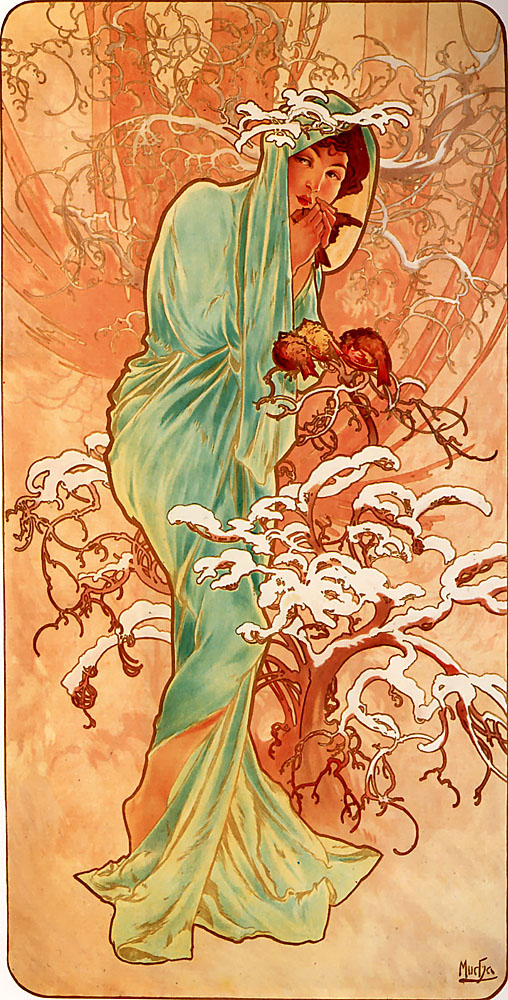

L’artista aspirava a esprimere il passaggio del tempo e la ricchezza della natura. Il messaggio, pertanto, non ha più un valore utilitaristico, ma diventa pura scenografia, rappresentazione spettacolare della donna: in Mucha convivono un’arte intesa come strumento pubblicitario, legata al prodotto, e un’arte come espressione estetica, ornamento rigoglioso, più libera, slegata da scopi materialistici. Questi due aspetti, con le loro ambiguità e differenze, hanno fatto sì che i dipinti di Mucha siano riusciti a illuminare efficacemente i primi passi verso l’uguaglianza femminile nella società occidentale, pertanto il suo lavoro trascende oltre il mondo dell’arte: le sue opere sono una testimonianza del cambiamento culturale di inizio XX secolo e possono essere viste come sfida alle tradizionali nozioni di donna subordinata e promozione della sua inclusione nella società moderna.